# Robert Gascoyne-Cecil, VII marchese di Salisbury
Lord Robert Michael James Gascoyne-Cecil, VII marchese di Salisbury (Sutton Courtenay, 30 settembre 1946), è un nobile e politico britannico.

## Biografia

### Giovinezza ed educazione
Robert Michael James Gascoyne-Cecil è nato a Sutton Courtenay il 30 settembre 1946 ed era il figlio maggiore di Robert Gascoyne-Cecil, VI marchese di Salisbury, e di sua moglie Marjorie Olein Wyndham-Quin. Suo fratello minore era il giornalista Richard Cecil, che fu ucciso durante guerra civile in Rhodesia nel 1978.
Ha studiato all'Eton College e al Christ Church College dell'Università di Oxford. Prima di lavorare nelle proprietà di famiglia è stato banchiere mercantile.

### Carriera politica

#### Camera dei Comuni
Nel 1976 Lord Cranborne è stato scelto, inaspettatamente, come candidato del Partito Conservatore per il collegio di South Dorset, dove la sua famiglia possedeva delle terre, nonostante la presenza di diversi ex deputati nella lista ristretta. Ha parlato alla conferenza del Partito Conservatore del 1978 per opporsi alle sanzioni del governo britannico contro la Rhodesia. Alle elezioni generali del 1979 è stato eletto membro del Parlamento. Per la settima generazione consecutiva un membro della sua famiglia sedeva nella Camera dei Comuni. Nel suo discorso inaugurale ha esortato Ian Smith, Primo Ministro della Rhodesia, a farsi da parte in favore di Abel Muzorewa.
Si è fatto una reputazione generale come uomo di destra, specialmente su questioni che riguardano la Chiesa d'Inghilterra, ma ha confuso questa reputazione quando ha co-scritto un opuscolo nel 1981 che affermava che la lotta contro la disoccupazione avrebbe dovuto avere una maggiore priorità della lotta contro l'inflazione. Si è interessato anche all'Irlanda del Nord e, quando Jim Prior ha annunciato la sua politica di "Rolling Devolution", si è dimesso da un lavoro non pagato come assistente di Douglas Hurd.
Lord Cranborne nei primi anni '80 è divenuto noto come anti-comunista attraverso le sue attività a sostegno dei rifugiati afghani in Pakistan e dell'invio di pacchi di cibo in Polonia. Fino ai primi anni del XXI secolo, nella sua proprietà era situato un negozio di beneficenza esclusivamente destinato a raccogliere fondi per queste cause, in particolare per inviare aiuti agli orfanotrofi polacchi. È stato coinvolto negli sforzi per finanziare la resistenza afghana. La sua forte opposizione a qualsiasi coinvolgimento della Repubblica d'Irlanda nell'Irlanda del Nord lo ha portato ad opporsi all'accordo anglo-irlandese del 1985. Questo ha contribuito alla sua decisione di ritirarsi dalla Camera dei Comuni nel 1987.

#### Camera dei Lords
Dopo le elezioni generali del 1992, John Major ha usato un writ of acceleration per chiamare Lord Cranborne alla Camera dei Lords grazie all'utilizzo di uno dei titoli sussidiari di suo padre. Così, Lord Cranborne è stato convocato in Parlamento come Barone Cecil di Essendon (la minore di suo padre), sebbene continuasse ad essere conosciuto con il suo titolo di cortesia di Visconte Cranborne. Questa è stata l'ultima volta che è stato emesso un writ of acceleration e, a causa delle disposizioni del House of Lords Act del 1999, che abolisce il diritto automatico dei pari ereditari di sedere nella Camera dei Lords, qualsiasi uso futuro del writ of acceleration è altamente improbabile.
Ha prestato servizio per due anni come Sottosegretario di Stato alla difesa, prima di essere nominato Lord del sigillo privato e leader della Camera dei lord nel 1994. Durante il suo mandato è stato avviato il finanziamento per i partiti di opposizione alla Camera dei Lords. Quando nel luglio del 1995 John Major si è dimesso da leader del Partito Conservatore nel tentativo di testare la sua autorità, Lord Cranborne ha guidato la sua campagna di rielezione. È stato riconosciuto come uno dei pochi membri del governo che erano personalmente fedeli a Major. Ha tuttavia continuato a guidare i pari conservatori dopo la vittoria del Partito Laburista alle elezioni generali del 1997.
Quando il nuovo Primo Ministro Tony Blair ha proposto la rimozione dei pari ereditari dalla Camera dei lord, Lord Cranborne ha negoziato un patto con il governo laburista per mantenere un piccolo numero (in seguito fissato a novantadue) di pari ereditari per il periodo provvisorio. Per ragioni di forma, questo emendamento è stato formalmente proposto da Lord Weatherill, convenor dei pari cross-bench. Tuttavia, Lord Cranborne ha dato l'approvazione del suo Partito senza consultare il leader del partito, William Hague, che non sapeva nulla ed è rimasto imbarazzato quando Tony Blair glielo ha detto nella Camera dei Comuni. Hague ha poi licenziato Lord Cranborne che ha ammesso il suo errore, dicendo che si era "precipitato dentro, come uno spaniel mal addestrato".
Tutti gli ex leader della Camera dei lord che erano pari ereditari hanno accettato una paria a vita per mantenere il seggio. Lord Cranborne, che aveva ricevuto il titolo di Barone Gascoyne-Cecil, di Essendon nella contea di Rutland, è rimasto attivo sul retroscena fino a quando la Camera dei Lords non ha adottato nuove regole per la dichiarazione degli interessi finanziari che riteneva troppo onerose. Il 1º novembre 2001 ha preso un "leave of absence". L'11 luglio 2003 è succeduto al padre come VII marchese di Salisbury.
Nel gennaio del 2010 Lord Salisbury e Owen Paterson hanno tenuto colloqui segreti a Hatfield House, coinvolgendo il Partito Unionista Democratico, il Partito Unionista dell'Ulster e il Partito Conservatore. Questi colloqui hanno indotto a pensare che i conservatori stessero tentando di creare un fronte pan-unionista per limitare lo Sinn Féin e il Partito Social Democratico e Laburista alle elezioni generali del 2010.
Nel settembre del 2012 Lord Salisbury, nel suo ruolo di presidente della Thames Diamond Jubilee Foundation, è stato nominato cavaliere commendatore dell'Ordine reale vittoriano.
Giovedì 8 giugno 2017, data delle elezioni generali anticipate, si è dimesso dalla Camera dei Lords.
Il 27 febbraio 2019 la regina Elisabetta II lo ha nominato cavaliere compagno dell'Ordine della Giarrettiera.

### Altri interessi
È vice luogotenente dell'Hertfordshire e presidente dell'associazione Friends of the British Library.
Lord Salisbury è anche il presidente del gruppo di riforma costituzionale, un gruppo di pressione interpartitico che cerca una nuova soluzione costituzionale nel Regno Unito attraverso l'Act of Union Bill del 2018. Il 9 ottobre 2018 l'Act of Union Bill del gruppo di riforma costituzione è stato introdotto come private member's bill da lord Lisvane nella Camera dei lord, quando ha ricevuto una prima lettura formale. Il bill è attualmente in attesa di una data per la sua seconda lettura.
Dal 7 ottobre 2005 è cancelliere dell'Università dell'Hertfordshire.

### Matrimonio
Nel 1970, a 23 anni, ha sposato Hannah Stirling, nipote del colonnello sir David Stirling, un cofondatore della Special Air Service, e una discendente dei Lovat, aristocratici cattolici scozzesi. All'inizio il matrimonio è stato contrastato dalla sua famiglia, principalmente perché la Stirling era cattolica.

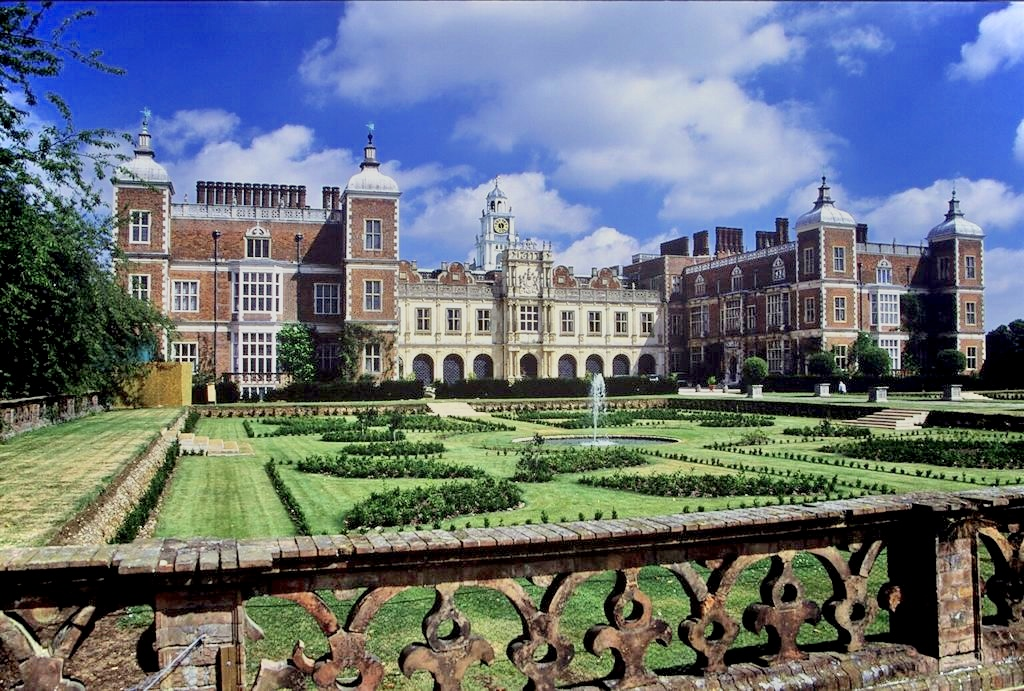
Vista della facciata sud di Hatfield House

Durante gli anni '70, Lord e Lady Cranborne ha avuto due figli e tre figlie (tra cui due gemelle). Le due figlie maggiori sono sposate. Fino a poco tempo fa, vivevano a Cranborne Manor, nel Dorset. La residenza familiare è Hatfield House, un tempo dimora della regina Elisabetta I d'Inghilterra, che fu donata alla famiglia da Giacomo I d'Inghilterra in cambio della casa della famiglia Cecil, Theobalds House. I Cecil sono proprietari terrieri nel Dorset, nell'Hertfordshire e a Londra, e Lord Salisbury si è classificato 352° nella Sunday Times Rich List 2017, con un patrimonio netto stimato di 335 milioni di sterline. Solo i dipinti di Hatfield House valgono 150 milioni di sterline.

## Discendenza
L'erede del Marchese di Salisbury è il figlio maggiore, Robert Edward "Ned" William Gascoyne-Cecil, visconte Cranborne, nato nel 1970. È stato paggio d'onore della regina Elisabetta dal 1983 al 1986. L'erede non è attualmente sposato, sebbene abbia una figlia illegittima nata nel 2001. Il figlio minore James si è sposato e nel 2009 ha avuto un figlio, Thomas Richard James.

## Ascendenza
|                                                     |                                                            |                                | Genitori                                       |  |  | Nonni |  |  | Bisnonni                                          |  |  | Trisnonni                                            |  |
|                                                     |                                                            |                                |                                                |  |  |       |  |  | 8. James Gascoyne-Cecil, IV marchese di Salisbury |  |  | 16. Robert Gascoyne-Cecil, III marchese di Salisbury |  |
|                                                     |                                                            |                                |                                                |  |  |       |  |  | 8. James Gascoyne-Cecil, IV marchese di Salisbury |  |  | 16. Robert Gascoyne-Cecil, III marchese di Salisbury |  |
|                                                     |                                                            | 17. Georgina Alderson          |                                                |  |  |       |  |  | 8. James Gascoyne-Cecil, IV marchese di Salisbury |  |  |                                                      |  |
| 4. Robert Gascoyne-Cecil, V marchese di Salisbury   |                                                            |                                |                                                |  |  |       |  |  | 8. James Gascoyne-Cecil, IV marchese di Salisbury |  |  |                                                      |  |
|                                                     |                                                            | 9. Cicely Gore                 | 18. Arthur Gore, V conte di Arran              |  |  |       |  |  |                                                   |  |  |                                                      |  |
|                                                     |                                                            | 9. Cicely Gore                 | 18. Arthur Gore, V conte di Arran              |  |  |       |  |  |                                                   |  |  |                                                      |  |
|                                                     |                                                            | 9. Cicely Gore                 | 19. Edith Elizabeth Henrietta Jocelyn          |  |  |       |  |  |                                                   |  |  |                                                      |  |
| 2. Robert Gascoyne-Cecil, VI marchese di Salisbury  |                                                            | 9. Cicely Gore                 |                                                |  |  |       |  |  |                                                   |  |  |                                                      |  |
|                                                     |                                                            | 10. Richard Cavendish          | 20. Edward Cavendish                           |  |  |       |  |  |                                                   |  |  |                                                      |  |
|                                                     |                                                            | 10. Richard Cavendish          | 20. Edward Cavendish                           |  |  |       |  |  |                                                   |  |  |                                                      |  |
|                                                     |                                                            | 10. Richard Cavendish          | 21. Emma Elizabeth Lascelles                   |  |  |       |  |  |                                                   |  |  |                                                      |  |
| 5. Elizabeth Cavendish                              |                                                            | 10. Richard Cavendish          |                                                |  |  |       |  |  |                                                   |  |  |                                                      |  |
|                                                     |                                                            | 11. Moyra Beauclerk            | 22. William Beauclerk, X duca di St. Albans    |  |  |       |  |  |                                                   |  |  |                                                      |  |
|                                                     |                                                            | 11. Moyra Beauclerk            | 22. William Beauclerk, X duca di St. Albans    |  |  |       |  |  |                                                   |  |  |                                                      |  |
|                                                     |                                                            | 11. Moyra Beauclerk            | 23. Grace Bernal-Osborne                       |  |  |       |  |  |                                                   |  |  |                                                      |  |
| 1. Robert Gascoyne-Cecil, VII marchese di Salisbury |                                                            | 11. Moyra Beauclerk            |                                                |  |  |       |  |  |                                                   |  |  |                                                      |  |
|                                                     | 12. Windham Wyndham-Quin, V conte di Dunraven e Mount-Earl | 24. Windham Henry Wyndham-Quin |                                                |  |  |       |  |  |                                                   |  |  |                                                      |  |
|                                                     | 12. Windham Wyndham-Quin, V conte di Dunraven e Mount-Earl | 24. Windham Henry Wyndham-Quin |                                                |  |  |       |  |  |                                                   |  |  |                                                      |  |
|                                                     | 12. Windham Wyndham-Quin, V conte di Dunraven e Mount-Earl | 25. Caroline Tyler             |                                                |  |  |       |  |  |                                                   |  |  |                                                      |  |
| 6. Valentine Wyndham-Quin                           | 12. Windham Wyndham-Quin, V conte di Dunraven e Mount-Earl |                                |                                                |  |  |       |  |  |                                                   |  |  |                                                      |  |
|                                                     |                                                            | 13. Eva Constance Aline Bourke | 26. Richard Southwell Bourke, VI conte di Mayo |  |  |       |  |  |                                                   |  |  |                                                      |  |
|                                                     |                                                            | 13. Eva Constance Aline Bourke | 26. Richard Southwell Bourke, VI conte di Mayo |  |  |       |  |  |                                                   |  |  |                                                      |  |
|                                                     |                                                            | 13. Eva Constance Aline Bourke | 27. Blanche Julia Wyndham                      |  |  |       |  |  |                                                   |  |  |                                                      |  |
| 3. Marjorie Olein Wyndham-Quin                      |                                                            | 13. Eva Constance Aline Bourke |                                                |  |  |       |  |  |                                                   |  |  |                                                      |  |
|                                                     |                                                            | 14. Ernest George Pretyman     | 28. Frederic Pretyman                          |  |  |       |  |  |                                                   |  |  |                                                      |  |
|                                                     |                                                            | 14. Ernest George Pretyman     | 28. Frederic Pretyman                          |  |  |       |  |  |                                                   |  |  |                                                      |  |
|                                                     |                                                            | 14. Ernest George Pretyman     | 29. Georgiana Elizabeth Knight                 |  |  |       |  |  |                                                   |  |  |                                                      |  |
| 7. Marjorie Elizabeth Pretyman                      |                                                            | 14. Ernest George Pretyman     |                                                |  |  |       |  |  |                                                   |  |  |                                                      |  |
|                                                     |                                                            | 15. Beatrice Bridgeman         | 30. George Bridgeman, IV conte di Bradford     |  |  |       |  |  |                                                   |  |  |                                                      |  |
|                                                     |                                                            | 15. Beatrice Bridgeman         | 30. George Bridgeman, IV conte di Bradford     |  |  |       |  |  |                                                   |  |  |                                                      |  |
|                                                     |                                                            | 15. Beatrice Bridgeman         | 31. Ida Lumley                                 |  |  |       |  |  |                                                   |  |  |                                                      |  |
|                                                     |                                                            | 15. Beatrice Bridgeman         |                                                |  |  |       |  |  |                                                   |  |  |                                                      |  |